# Giles Tod
Giles M. S. Tod (* 1914 in Boston; † 31. August 1995 in West Sussex, England) war ein US-amerikanischer Schriftsteller und Autor.

## Lebenslauf
Geboren in Boston als Enkel von Sir Casper Purdon Clarke, dem Direktor des Victoria and Albert Museums in London und späteren Direktors des Metropolitan Museum in New York, war Tod schon früh mit der Kunst und Fotografie vertraut. Er verbrachte einen Großteil seines Lebens auf den letzten Segelschiffen an der amerikanischen Küste. Neben der Umrundung von Kap Hoorn besegelte er auch die meisten Weltmeere bis zur Einberufung in den Zweiten Weltkrieg.
Tod verbrachte die Kriegsjahre im Dienst der Coast Guard. Er war unter anderem in Afrika, Italien und Indien stationiert.
Nach Kriegsende kehrte er nach Amerika zurück und wurde Dozent an der U.S.C.G Academy in New London. In dieser Zeit entstand der größte Teil seiner Publikationen. Er war als Hasselblad Fotograf bekannt. Die meisten dieser Aufnahmen sind die einzigen, die überhaupt sich jemals mit dem Alltag an Bord auseinandergesetzt haben.

## Werke
- Passing sail. Clippings from the Quincy Patriot Ledger, 1958- 1961. 1961.
- The last sail down east. Barre Publishers, Barre, MA 1965.